# Lambert Dehasse
Lambert Henri Dehasse, ook Dehasse de Grand'ry, (Luik, 6 oktober 1808 - 20 juli 1872) was een Belgisch senator.

## Levensloop
Dehasse was een zoon van de lakenhandelaar en gemeenteraadslid van Luik Pierre Dehasse, en van Jeanne Comblain. Hij trouwde met Marie-Isabelle de Grand'Ry.
Hij studeerde in Parijs en in Amsterdam en werd directeur van de familiale textielzaak Dehasse-Comblian et Cie. Hij werd ook graanhandelaar en uitbater van bloemmolens in Eschweiler. Tevens was hij eigenaar van een vollerij in Grivegnée.
In 1866 werd verkozen tot liberaal senator voor het arrondissement Luik. Hij vervulde dit mandaat tot in 1872. Hij was ook gemeenteraadslid van Luik van 1837 tot 1857.